# Coriobacteriales
Coriobacteriales es un orden de bacterias grampositivas de la clase Coriobacteriia. Fue descrito en el año 1997.Son bacterias anaerobias estrictas e inmóviles. La gran mayoría de especies se encuentran formando parte de la microbiota intestinal de humanos y animales, por lo que en general no son patógenas, excepto algunos casos concretos en algunas especies. 

## Taxonomía
Actualmente contiene dos familias con 15 géneros en total:

### FamiliaAtopobiaceae
- Atopobium
- Caniella
- Fannyhessea
- Granulimonas
- Lancefieldella
- Leptogranulimonas
- Muricaecibacterium
- Olsenella
- Paratractidigestivibacter
- Parolsenella
- Thermophilibacter
- Tractidigestivibacter

### FamiliaCoriobacteriaceae
- Collinsella
- Coriobacterium
- Enorma